# Diego Jaramillo
José Diego Jaramillo Cuartas, conocido simplemente como Diego Jaramillo (Yarumal, 19 de mayo de 1932) es un sacerdote católico eudista, teólogo, escritor y profesor colombiano, reconocido por ser el presidente actual de la Corporación Organización  Minuto de Dios, desde 1992, sucediendo a su fundador Rafael García Herreros. Es uno de los pioneros de la Renovación Católica Carismática; gracias a él y al padre Herreros, la Renovación Católica Carismática llegó a Colombia, a varios sitios de Latinoamérica y se expandió por el mundo.

## Biografía
Nació el 19 de mayo de 1932, en el municipio colombiano de Yarumal, Antioquia. Hijo del dueño del teatro de Yarumal, tuvo cinco hermanos. Siendo estudiante de bachillerato, en el Seminario de Santa Rosa de Osos, había leído los cuentos del padre Rafael García Herreros, lo conoció personalmente en Usaquén a comienzos de los años 50 y desde 1955 se vinculó a su obra, ayudándole a construir las primeras casas para erradicar tugurios y a promover la corriente de gracia de la Renovación Carismática Católica en Colombia y en todo el mundo.

### Estudios
Se licenció en Teología, por la Pontificia Universidad Javeriana. Obtuvo la licenciatura en Teología Pastoral del Instituto Católico de París. Estudió en el Seminario Mayor de Santa Rosa de Osos.

### Carrera profesional

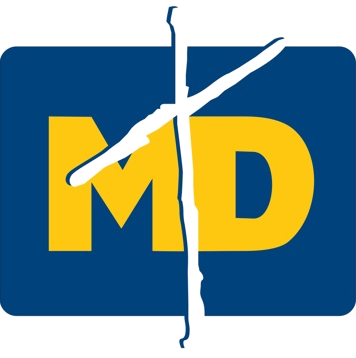
Logo de la Corporación Minuto de Dios

En 1967 el padre Rafael García Herreros lo vinculó a la Junta Directiva de la Corporación El Minuto de Dios, en 1970 lo nombró subdirector de la entidad y poco después le confió la dirección del Programa de Mejoramiento de Vivienda - Promevi.
A mediados de los años 70, Jaramillo creó el Centro Carismático Minuto de Dios (librerías, emisoras, escuelas de evangelización, casa de retiros), diez años después creó la programadora de televisión Lumen 2000 Colombia y la Corporación de Salud El Minuto de Dios. Al lado del padre Rafael García Herreros, Jaramillo contribuyó a la creación de FUNDASES (Fundación de Asesorías para el Sector Rural) y de la Corporación Universitaria Minuto de Dios.
Luego de fallecer el padre Rafael García Herreros el 24 de noviembre de 1992, la Junta Directiva de El Minuto de Dios nombró como presidente de la Organización. Bajo su liderazgo, la obra evangelizadora y social ha crecido y se ha fortalecido en campos sociales y educativos, así como en la preservación del medio ambiente. Ha recibido premios y homenajes en la continuación de la obra del Minuto de Dios. Participa en varias academias de historia; preside la Academia de Historia Eclesiástica de Bogotá y preside también la Comisión Mutis, creada por el presidente Belisario Betancur para promover el legado del Sabio Mutis y la Expedición Botánica. Contribuyó a la creación del Agroparque Sabio Mutis, de UNIMINUTO, ubicado en los municipios de Tena y La Mesa (Cundinamarca): una entidad museal, jardín botánico y espacio de promoción y difusión de tradiciones y aspectos culturales colombianos.
Es uno de los más importantes líderes y predicadores de la Renovación Católica Carismática (RCC) en América Latina y el mundo; ha formado parte del Consejo Latinoamericano y del Consejo Mundial de la RCC. Actualmente es el asesor de la RCC de la Arquidiócesis de Bogotá.
Ha sido profesor de teología, rector del Seminario Valmaria de los padres eudistas en Bogotá y Superior Provincial de la Provincia Eudista de Colombia.

## Acerca de su obra
Un aspecto importante de su obra es la creación de las casas comunitarias en el barrio Minuto de Dios, para la vivencia cristiana en fraternidad, transformadas después en casas de formación sacerdotal. Igualmente, la conformación de grupos de oración, comunidades carismáticas y ministerios de servicio en la RCC.
Ha publicado más de 170 libros y folletos de espiritualidad y formación cristiana y una buena colección de libros biográficos eudistas, todos de su autoría. Entre sus principales escritos están: "Rafael García Herreros, una vida y una obra"; "Lluvia de regalos" (sobre los dones y carismas que da el Espíritu Santo); "Abba, Padre", "El Padrenuestro", "Jesús y la mujer", "Los amigos de Jesús", "Palabras del Resucitado", "Pentecostés permanente", "Los ministerios de música", "Palabra y Pan" (sobre la eucaristía).
Adicionalmente, compiló y ha publicado las obras completas del padre Rafael García Herreros, de las cuales han visto la luz 33 volúmenes.